# William B. Francis

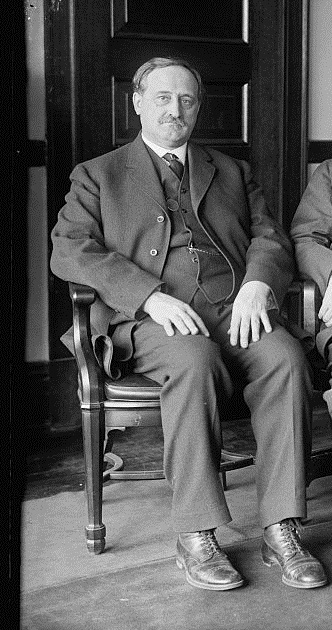
William B. Francis (1914)

William Bates Francis (* 25. Oktober 1860 bei Updegraff, Jefferson County, Ohio; † 5. Dezember 1954 in Wheeling, West Virginia) war ein US-amerikanischer Politiker. Zwischen 1911 und 1915 vertrat er den Bundesstaat Ohio im US-Repräsentantenhaus.

## Werdegang
William Francis besuchte die öffentlichen Schulen seiner Heimat. Nach einem anschließenden Jurastudium und seiner 1889 erfolgten Zulassung als Rechtsanwalt begann er in Martins Ferry in diesem Beruf zu arbeiten. In den Jahren 1897, 1898, und 1900 war er juristischer Vertreter dieser Stadt. Von 1903 bis 1908 gehörte er der dortigen Schulinspektion an (Board of School Examiners); von 1908 bis 1914 saß er im Bildungsausschuss von Martins Ferry. Gleichzeitig schlug er als Mitglied der Demokratischen Partei eine politische Laufbahn ein. Im Juli 1904 nahm er als Delegierter an der Democratic National Convention in St. Louis teil, auf der Alton B. Parker als Präsidentschaftskandidat nominiert wurde.
Bei den Kongresswahlen des Jahres 1910 wurde Francis im 16. Wahlbezirk von Ohio in das US-Repräsentantenhaus in Washington, D.C. gewählt, wo er am 4. März 1911 die Nachfolge des Republikaners David Hollingsworth antrat. Nach einer Wiederwahl konnte er bis zum 3. März 1915 zwei Legislaturperioden im Kongress absolvieren. Während dieser Zeit wurden der 16. und der 17. Verfassungszusatz ratifiziert. Dabei ging es um die bundesweite Einführung der Einkommensteuer und die Direktwahl der US-Senatoren.
Im Jahr 1914 wurde Francis nicht wiedergewählt. Nach seiner Zeit im US-Repräsentantenhaus praktizierte er wieder als Anwalt. Zwischen 1931 und 1935 leitete er die Behörde Ohio State Civil Service. Außerdem war er Leiter der Altenhilfe (Supervisor of properties for aid to aged). Dabei lebte er in Martins Ferry und später in St. Clairsville. William Francis starb am 5. Dezember 1954 in Wheeling Virginia und wurde in Mount Pleasant beigesetzt.